# Islamiska domstolarnas högsta råd
Islamiska domstolarnas högsta råd (Somali: Midowga Maxkamadaha Islaamiga, ar. اتحاد المحاكم الإسلامية Ittihād al-mahākim al-islāmiyya) var en union av islamiska domstolar i Somalia vars mål var att ta kontrollen över landet efter fallet av diktatorn Siyad Barre och upprätta islamisk sharialag. På engelska kallad Union of Islamic Courts, (UIC), senare Islamic Courts Union, (ICU), och sedan juni 2006 Supreme Islamic Courts Council, (SICC). 
En av de ledande profilerna inom MMI är shejk Sharif Sheikh Ahmed som leder ett av de verkställande utskotten, en annan är shejk Hassan Dahir Aweys som styr fullmäktigeförsamlingen och som ses som en andlig ledare för de islamiska domstolarna. Den senare bildade 1991 en stark islamisk milis  och gjorde order och gott för landet
Hassan Dahir Aweys satte upp en domstol i en stadsdel och började döma brottslingar enligt islams sharialagar efter en lång  tid av siyad barres sekulära regering. Fler stadsdelar följde efter och domstolarna bildade en gemensam milisstyrka som beordrades gå till offensiv. I början av 2005 hade elva domstolar anslutit sig till det växande Islamiska domstolars förbund. Detta förbund finansieras delvis av lokala affärsmän som önskar återinföra lag och ordning i städerna. 
I juni 2006 hade rivaliserande krigsherrar jagats ur huvudstaden Mogadishu. Offensiven fortsatte över landet och som mest kontrollerade förbundet i december 2006, innan den etiopiska invasionen som inleddes den 24 den månaden, majoriteten av Somalias yta och befolkning, inklusive de större städerna Jowhar, Kismayo och Beledweyne. Utanför deras kontroll låg bara de nordliga utbrytarrepublikerna Somaliland och Puntland samt de inre södra områden runt Baidoa, där övergångsregeringen suttit sedan 2005.
Domstolarnas metoder och kompromisslösa, men resultatet är en dramatisk förbättring av säkerheten.[källa behövs] Efter 15 år av laglöshet kan Mogadishus invånare röra sig på gatorna utan att varje stund riskera rån, kidnappning och död. Skolor och restauranger har öppnat och affärslivet tagit fart. Drogen khat har förbjudits och bilisterna har börjat hålla hastighetsbegränsningarna.[källa behövs]
Å andra sidan har de personliga friheterna beskurits. Det saknas frihet att tycka och säga vad man vill. Skolorna är religiösa indoktrineringkurser. Biografer och musik förbjuds. Kvinnor har börjat beslöja sina ansikten; europeisk klädedräkt är inte direkt förbjuden, men anses olämplig.
Den 24 december 2006 förklarade Etiopien krig mot islamistiska krafter i Somalia och invaderade officiellt landet. Etiopiska trupper intog tillsammans med interimsregeringens styrkor Mogadishu den 28 december och Islamiska domstolarnas förbund och dess milis flydde huvudstaden. 
De startade gerillakrig år 2008 och har bildat befrielsefronten Alliance for the Re-Liberation of Somalia (ARS) år 2007 september. ARS mål är att driva bort etiopiska soldater från Somalia genom politiska och militära medel. De har stöd av många i Somalia och Somalier i diasporan till skillnad från de USA-stödda krigsherrarna som har härjat landet i 17 år, som idag är erkänd som federal provisorisk regering som kom till år 2004 i Kenya.
ARS har i stort sett fått tillbaka kontrollen över många städer och delar av Mogadishu. De bedriver gerillakrig mot de invaderande soldaterna och krigsherrarna. 
Unionen för Somalias befrielse har vägrat komma överens med den provisoriska regeringen på grund av Etiopiens ockupation av Somalia. Unionen har stort stöd från folket i Somalia och i diasporan.
Alliance for the Re-Liberation of Somalia (ARS) består av över 80 parlamentariker, Islamiska domstolarnas högsta råd, representanter från somaliska organisationer i väst och tidigare kända politiker. De har fördelat makten inom sig på 224 parlamentariker. 